# Zoanthus vietnamensis
Zoanthus vietnamensis är en korallart som beskrevs av Ferdinand Albin Pax och Müller 1957. Zoanthus vietnamensis ingår i släktet Zoanthus och familjen Zoanthidae. Inga underarter finns listade i Catalogue of Life.